# Smolensk kärnkraftverk
För andra betydelser, se Smolensk (olika betydelser).
Smolensk kärnkraftverk (ryska: Смоленская АЭС) är ett kärnkraftverk i staden Desnogorsk i Smolensk oblast i Ryssland. Kärnkraftverket har tre reaktorer i drift, samtliga av typen RBMK-1000. Var och en av reaktorerna har en produktionskapacitet på 925 MWe. Reaktorerna togs i drift 1983, 1985 och 1990.
En fjärde reaktor började byggas 1 oktober 1984, men uppförandet avbröts i december 1993.
Reaktorerna licensierades ursprungligen för 30 års drift, vilket innebar drift till 2013, 2015 respektive 2020. 2012 inleddes ett omfattande moderniseringsarbete för att möjliggöra drift i ytterligare 15 år, ett arbete som fullbordades i december 2019 i och med att block 3 fick licens för fortsatt drift i ytterligare 15 år. Moderniseringarna har bland annat innefattat utbyte av mer än 2000 km kablar per block, moderniserade kontroll- och säkerhetssystem och åtskilliga utbyte av åldrade komponenter.

## Reaktorer
| Station    | Typ       | Netto- kapacitet | Byggstart  | Första anslutning till nät | Kommersiell drift | Övrigt                         |
| ---------- | --------- | ---------------- | ---------- | -------------------------- | ----------------- | ------------------------------ |
| Smolensk-1 | RBMK-1000 | 925 MWe          | 1975-10-01 | 1982-12-09                 | 1983-09-30        |                                |
| Smolensk-2 | RBMK-1000 | 925 MWe          | 1976-06-01 | 1985-05-31                 | 1985-07-02        |                                |
| Smolensk-3 | RBMK-1000 | 925 MWe          | 1975-10-01 | 1990-01-17                 | 1990-10-12        |                                |
| Smolensk-4 | RBMK-1000 | 925 MWe          | 1984-10-01 |                            |                   | Bygget stoppat 1 december 1993 |